# بنيامين كيرشهوف
بنيامين كيرشهوف (بالألمانية: Benjamin Kirchhoff)‏ (11 نوفمبر 1994 في ألمانيا - ) هو لاعب كرة قدم ألماني في مركز الدفاع. لعب مع نادي شتوتغارت وفي إف بي شتوتغارت الثاني.

## وصلات خارجية
- بنجامين كيرشهوف على موقع قاعدة بيانات كرة القدم.إي يو (الإنجليزية)
- بنجامين كيرشهوف على موقع Soccerway.com (الإنجليزية)
- بنجامين كيرشهوف على موقع عالم كرة القدم.نت (الإنجليزية)